# 砂守勝巳
砂守 勝巳（すなもり かつみ、1951年9月15日 - 2009年6月23日）は、日本の写真家である。

## 来歴
- 沖縄本島に生まれ、奄美大島で少年時代を送り、15歳で大阪へ。プロボクサー（神林拳闘会）を経て写真家となる。
- 1975年3月、大阪写真専門学院卒業。
- 1982年、大阪・釜ヶ崎を主題とした個展『露地流転』を開催（キャノンサロン：大阪・銀座・広島/大原画廊：奄美大島）。
- 1984年7月、大阪『釜ヶ崎』のドキュメント・フォト集『大阪流転』 で月刊プレイボーイ誌（集英社）のドキュメント・ファイル大賞奨励賞を受賞。
- 1989年1月、釜ヶ崎を主題とした写文集：『カマ・ティダ-大阪西成』 （IPC）を出版。
- 1992年7月、沖縄を主題とした『オキナワン・シャウト』（筑摩書房）を出版。
- 1993年、沖縄・奄美大島・マニラ（フィリピン）を主題とした写真展、『漂う島 とまる水』（銀座ニコンサロン・大阪ニコンサロン）
- 1995年、長崎・ 雲仙普賢岳噴火の被災地を撮影した写真展『黙示の町』（銀座ニコンサロン・大阪ニコンサロン）
- 1995年、写真集『漂う島 とまる水』（クレオ刊）刊行
- 1996年、写真集『漂う島 とまる水』第15回 土門拳賞・第46回日本写真協会新人賞受賞。
  - 5月 - 6月、個展『漂う島 とまる水：第15回土門拳賞受賞作品展』（銀座ニコンサロン：大阪ニコンサロン）
  - 8月 - 9月、奄美大島、名瀬市（現奄美市 ）50周年記念個展：『漂う島 とまる水』（奄美文化センター2Fギャラリー）
- 1997年6月写真は何を語れるか写真展:東京都写真美術館ギャラリー
- 1998年6月、写文集『オキナワ紀聞』（双葉社）刊行
- 1999年10月、自身の写真週刊誌時代のエピソードをちりばめた『スキャンダルはお好き？』（毎日新聞社）刊行
- 2000年2月、『沖縄シャウト（オキナワン・シャウト改題）』（講談社文庫）刊行
- 2001年、「現代写真の系譜2」展 新宿ニコンサロン／東京
- 2006年1月、「沖縄ストーリーズ（沖縄紀聞改題）」（株式会社ソニーマガジンズ）刊行
- 2009年6月23日、胃がんにより死去。57歳没。